# 障害者解放闘争
障害者解放闘争（しょうがいしゃかいほうとうそう）とは、日本の新左翼の闘争の一つ。階級闘争の視点から障害者の「解放」を目指す闘争である。

## 概要
1970年代より、日本の新左翼は反差別闘争にも目を向けるようになった。障害者差別問題もその一つで、「国家権力によって障害者差別が確立された」という視点から障害者問題に取り込んだ。一時は様々な党派がこの問題に介入したが、政治色に嫌気がさして障害者自身が離反するようになったため、大半の党派はこの問題から撤退した。
そんな中、革労協系党派は今もなお障害者解放闘争に取り組んでいる。革労協は発足当初から島田事件の被告人の支援活動を行うなど、半世紀にわたって障害者解放闘争に取り組んできた実績がある。
そういう経緯から、革労協系党派には主流派・反主流派双方ともに障害者を構成員として擁している。これらの障害者は主に大学の偽装サークルにおいてオルグを行うオルガナイザーとして活躍している。ここ最近「社会科学研究会」「部落問題研究会」という名称の偽装サークルには、その政治色が警戒されて人が集まらなくなってきている。ところが「障害者問題研究会」には、ボランティアに関心を持つ学生が一定数集まってくる。そういった学生を障害者活動家がオルグするのである。
また障害者としての立場を悪用して、障害者福祉給付金の不正受給を行い、主流派が福岡県で、反主流派が東京都で相次いで摘発されている。
鵜戸口哲尚は、ミシェル・フーコーの解説をしながら、「我々は国家権力の企図するものの構造を解明し、その戦略を暴露すると同時に敵権力と具体的に対峙しなければならない／狂人と判断を下すまさにその瞬間に、社会は狂人を疎外し、排除したのである／いたずらな政治主義も同様であるが精神病者の解放を目指す闘いにとって、階級的な視点を欠落させた闘いは、たとえ現象的にはラディカルな闘いであっても、最終的には抑圧者の側にまわるであろうことは、火の目を見るよりも明らかである／最も抑圧され差別されてきたものとしての精神病者こそが、歴史の最も有力な変革主体の一人である」と述べている。